# Brusand (przystanek kolejowy)
Brusand – kolejowy przystanek osobowy w Brusand, w regionie Rogaland w Norwegii, jest oddalony od Stavanger o 54,17 km a od Oslo Sentralstasjon o 544,77 km. Leży na poziomie 2,8 m n.p.m.

## Ruch pasażerski
Należy do linii Sørlandsbanen. Jest elementem Jærbanen - kolei aglomeracyjnej w Stavanger i obsługuje lokalny ruch między Stavanger, Sandnes i Egersund. Pociągi odjeżdżają co pół godziny do Brusand i co godzinę do Egersund. 

## Obsługa pasażerów
Wiata, parking na 20 miejsc, parking rowerowy. Odprawa podróżnych odbywa się w pociągu.